# Theodor Lagerquist
Theodor Lagerquist (Lebensdaten unbekannt) war ein deutscher Fußballspieler.

## Karriere
Lagerquist gehörte Holstein Kiel als Abwehrspieler an, für den er von 1918 bis 1933 in den vom Norddeutschen Fußball-Verband organisierten Meisterschaften, zunächst bis 1920 im Bezirk Kiel, von 1920 bis 1922 in der Nordkreisliga, die Saison 1922/23 in der Kreis-, von 1923 bis 1928 in der Bezirksliga Schleswig-Holstein, danach in der Runde der Zehn und ab der Saison 1929/30 in der Oberliga Schleswig-Holstein, Punktspiele bestritt. Aufgrund der regionalen Erfolge – viermal Zweitplatzierter in der Norddeutschen Meisterschaft und dreimal Norddeutscher Meister – nahm er mit der Mannschaft auch an den jeweiligen Endrunden um die Deutsche Meisterschaft teil. Sein erstes von 17 Endrundenspielen bestritt er am 16. Mai 1926 in Kiel beim 8:2-Sieg im Achtelfinale gegen den Stettiner SC. Nach dem Ausscheiden im Halbfinale, in den darauffolgenden drei Jahren zweimal im Viertel- und einmal im Achtelfinale, drang er in der Spielzeit 1929/30 mit seiner Mannschaft bis ins Finale vor, das jedoch am 22. Juni im Düsseldorfer Rheinstadion mit 4:5 gegen Hertha BSC verloren wurde. Danach schied er mit seiner Mannschaft erneut im Halbfinale aus dem Wettbewerb aus. Sein letztes Endrundenspiel endete am 22. Mai 1932 im Stadion Hoheluft mit der 0:4-Niederlage im Viertelfinale gegen den 1. FC Nürnberg.

## Erfolge
- Zweiter der Deutschen Meisterschaft 1930
- Norddeutscher Meister 1926, 1927, 1930
- Schleswig-Holsteinischer Meister 1923, 1924, 1925, 1926, 1927, 1928, 1930, 1931, 1932, 1933